# Liras de Ur

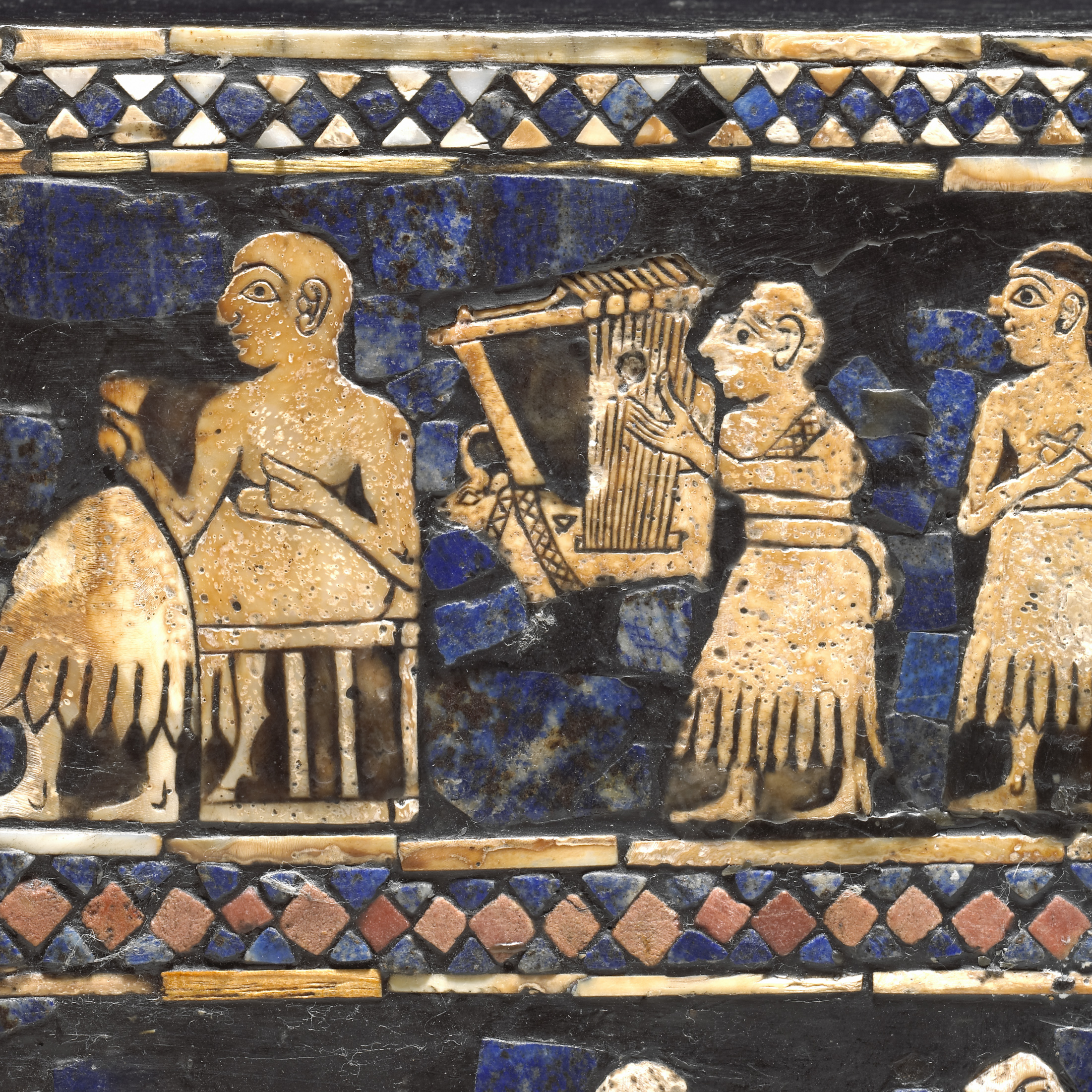
Detalhes do painel da "Paz" do Estandarte de Ur mostrando o tocador de lira, escavado no mesmo local que a Lira de Ur.

As Liras de Ur ou Harpas de Ur são consideradas como sendo os instrumentos de cordas sobreviventes mais antigos do mundo. Em 1929, arqueólogos descobriram peças de três liras e uma harpa em Ur, localizada no que foi a antiga Mesopotâmia e é o Iraque contemporâneo. Elas têm mais de 4.500 anos de idade.
Leonard Woolley liderou a equipe que descobriu os instrumentos como parte de sua escavação do Cemitério Real de Ur de 1922 e 1934. Os restos dos instrumentos foram restaurados e distribuídos entre os museus que participaram das escavações.

## Quatro liras
A "Lira de Ouro de Ur" ou "Lira do Touro" é a melhor lira, e foi entregue ao Museu Nacional do Iraque, em Bagdá. Seu corpo reconstruído de madeira foi danificado devido a inundações durante a segunda Guerra do Iraque. Uma réplica dela está sendo usada como parte de uma orquestra em turnê.
A "Lira da Rainha" é um dos dois que ele encontrou no túmulo da rainha Puabi. Ela encontra-se no Museu Britânico.
Uma lira de prata em forma de barco e uma lira com a cabeça de um touro feito de folha de ouro e uma barba de lápis-lazúli estão localizadas no Museu de Arqueologia e Antropologia da Universidade da Pensilvânia.